# Tatort: Lockvögel
Lockvögel ist ein Fernsehfilm aus der Kriminalreihe Tatort der ARD und des ORF. Der Film wurde vom Norddeutschen Rundfunk produziert und am 27. Mai 1996 erstmals ausgestrahlt. Es handelt sich um die Tatort-Folge 334. Für den Kriminalhauptkommissar Paul Stoever (Manfred Krug) ist es der 28. Fall. Für seinen Kollegen Peter Brockmöller (Charles Brauer) ist es der 25. Fall, in dem er ermittelt.
Die Ermittler müssen die Unschuld eines Kollegen beweisen, der als verdeckter Ermittler im rechtsradikalen Milieu in eine tragische Falle geraten ist.

## Handlung
Getarnt als Judoka versammelt sich regelmäßig eine Wehrsportgruppe unter der Leitung von Peter Kaiser. Eines der Mitglieder ist Wotan, eigentlich Hauptkommissar Gerd Eifels, der unter dem Decknamen „Walter Stoers“ undercover arbeitet. Der türkische Gastwirt Yüksel Agban bestellt ihn am späten Abend zu sich. Dort eingetroffen, wird ein Angriff auf Eifels fingiert und bei seiner Verteidigung erschießt er einen der maskierten Angreifer. Als dieser tot am Boden liegt, erkennt er unter der Maske Agban, der in seinen gefesselten Händen eine Pistole hält, aus der er aber nicht geschossen hat. Er wurde als Lockvogel missbraucht, um Eifels in eine Falle zu locken.
Die Kommissare Stoever und Brockmöller werden zum Tatort gerufen und müssen nun die Unschuld ihres Kollegen beweisen, den sie selber zu diesem Undercovereinsatz gedrängt hatten. Sie wollten so den Brandanschlag auf einen türkischen Imbiss aufklären, bei dem vor einem Jahr der Besitzer, Cem Agban, getötet wurde. Offensichtlich ist Eifels Tarnung aufgeflogen und die Ermittler versuchen nun, herauszufinden, wer aus dem Neonazi-Milieu hinter Eifels wahre Identität gekommen sein könnte.
Stoever findet bei seinen Ermittlungen Hinweise auf die „Judoschule Kaiser“ und versucht, an die Mitglieder der Gruppe heranzukommen. Obwohl Kaiser und sein Helfer Dehmels extrem unsympathisch auf die Ermittler wirken, können sie ihnen keinerlei illegale Aktivitäten nachweisen. Nach einem Verhör werden sie wieder auf freien Fuß gesetzt.
Eifels ist unterdessen selber auf Rachefeldzug. Er wird nur schwer damit fertig, dass er einen Unschuldigen erschossen hat und provoziert Kaiser, um ihn aus der Reserve zu locken. Dieser schickt zunächst zwei seiner Leute aus, damit sie sich um das Problem „Wotan“ kümmern. Doch diesmal trickst er seine Gegner aus. Beide Verfolger kann er außer Gefecht setzen und nimmt sie in Gewahrsam. Er sperrt sie in einem Keller ein und will sie nötigen, ein Geständnis ihrer Neonazitätigkeit zu unterschreiben.
Obwohl Stoever Kaiser überwachen lässt, wird dieser vor seinem Judoclub von einem Unbekannten erschossen. Eifels ist derweil dabei, seine Gefangenen unter Druck zu setzen, und wird von Yüksel Agbans Sohn überrascht, der seinen Vater rächen will. Dabei erfährt Eifels, dass es bei dem Anschlag vor einem Jahr um Schutzgelderpressung ging und auch Yüksel Agban lange erpresst wurde. Jetzt, als er sich nach Monaten geweigert hat, weiter zu zahlen, wurde auch er umgebracht – und dann noch von einem Polizisten.
Stoever und Brockmöller finden inzwischen heraus, das Olaf Dehmels den V-Mann enttarnt hatte und dass er sehr wahrscheinlich auch Kaiser erschossen hat, um dessen Platz in der Gruppe einzunehmen. Stoever will ihm eine Falle stellen. Er lässt Gürkan Agban bei Dehmels anrufen um ihm mitzuteilen, dass er Beweise über die Schutzgelderpressung habe und auch wisse, wo zwei seiner Männer festgehalten würden. Er bestellt ihn zu dem Lokal, in dessen Keller die beiden gefangen gehalten werden. Als Dehmels mit seiner Gruppe dort eintrifft, greift das SEK zu und alle Beteiligten werden festgenommen.

## Hintergrund
Der Film wurde vom NDR und Studio Hamburg produziert und in Hamburg gedreht.
Der musikalische Beitrag von Manfred Krug und Charles Brauer ist dieses Mal Quiet Nights Of Quiet Stars von Frank Sinatra. Sie singen das Lied zusammen mit einer Band in Dennis’ Swing Club.

## Rezeption

### Einschaltquote
Die Erstausstrahlung sahen 7,68 Millionen Zuschauer, was einem Marktanteil von 24,01 Prozent entsprach.

### Kritiken
Die Kritiker der Fernsehzeitschrift TV Spielfilm vergaben die bestmögliche Wertung (Daumen nach oben) und meinten: „Ein wenig konfus, aber spannend“.